# Конгерс (Њујорк)
Конгерс (енгл. Congers) насељено је место без административног статуса у америчкој савезној држави Њујорк.

## Демографија
По попису из 2010. године број становника је 8.363, што је 60 (0,7%) становника више него 2000. године.
| Група             | 2000.         | 2010.         |
| Белци             | 6.700 (80,7%) | 6.016 (71,9%) |
| Афроамериканци    | 147 (1,8%)    | 273 (3,3%)    |
| Азијати           | 717 (8,6%)    | 982 (11,7%)   |
| Хиспаноамериканци | 634 (7,6%)    | 954 (11,4%)   |
| Укупно            | 8.303         | 8.363         |